# Repubblica
Repubblica är en station på Roms tunnelbanas Linea A. Stationen är uppkallad efter Piazza della Repubblica (tidigare Piazza dell'Esedra) och togs i bruk den 16 februari 1980. 
Stationen Repubblica har:
- Biljettautomater

## Kollektivtrafik
- Busshållplats för ATAC

## Omgivningar
- Piazza della Repubblica
- Fontana delle Naiadi
- Diocletianus termer
- Santa Maria degli Angeli e dei Martiri
- Museo Nazionale Romano
- Minerva Medicas tempel
- Teatro dell'Opera
- Via Nazionale
- Via delle Quattro Fontane
- Viminalen – Ministero dell'interno – Palazzo del Viminale
- Largo Santa Susanna
- Fontana dell'Acqua Felice
- Santa Susanna
- Santa Maria della Vittoria med Berninis Den heliga Teresas extas
- San Bernardo alle Terme
- Via XX Settembre
- Ministero delle Finanze
- Porta Pia